# Hell’s Kitchen (Sat.1)
Hell’s Kitchen ist eine deutsche Koch-Castingshow, die von dem Koch Frank Rosin geleitet wird. Teilnehmer sind Prominente, die jeden Tag ein Menü zubereiten müssen. Die Show basiert auf einer gleichnamigen britischen Show.

## Konzept
Elf prominente Lehrlinge müssen unter Fernsehkoch Frank Rosin täglich dessen Gourmet-Menü – das immer wieder dasselbe ist – für 60 Gäste zubereiten. Jeden Tag wird der schlechteste Lehrling entlassen, die Bewertung erfolgt durch Frank Rosin. Das Ziel ist es, als Letzter übrig zu bleiben.
Zusätzlich gibt es in fast jeder Folge eine Küchenaufgabe die von allen freiwillig innerhalb eines Zeitlimits erledigt werden soll. Wer diese Challenge am besten bewerkstelligt, erhält eine Greencard, was heißt er/sie kann an diesem Tag nicht entlassen werden.
Die Kandidaten müssen nicht nur kochen, sondern auch Vorarbeiten erledigen. Wie beispielsweise ein Schwein versorgen, Fisch räuchern oder Kaninchen küchenfertig zerlegen.
Im Finale der ersten Staffel kochte Jamie Oliver vor den Kandidaten ein Gericht, das sie dann nachkochen mussten. Am Ende probierte er alles und benannte das schlechteste Gericht, der Koch (Klaus) musste daraufhin die Sendung verlassen.
Danach mussten die Kandidaten noch einmal die gewohnten Gerichte zubereiten und Frank Rosin ernannte am Ende Lady Bitch Ray zur Siegerin.

## Teilnehmer

### Staffel 1
| Name               | Beruf                                                                 | Ausgeschieden am                              |
| ------------------ | --------------------------------------------------------------------- | --------------------------------------------- |
| Lady Bitch Ray     | Rapperin                                                              | gewonnen                                      |
| Katharina Kuhlmann | Model und Moderatorin                                                 |                                               |
| Thorsten Legat     | Ex-Bundesliga Spieler                                                 |                                               |
| Mickie Krause      | Schlagersänger                                                        |                                               |
| Klaus              | Hat zusammen mit Ingrid eine Rubrik bei TV total                      | 11. Juni 2014, Episode 6                      |
| Manuel Cortez      | Schauspieler                                                          | 4. Juni 2014, Episode 5                       |
| Niels Ruf          | Moderator, Schauspieler und Autor                                     | 4. Juni 2014, Episode 5 Wegen Verletzung      |
| Ingrid             | Hat zusammen mit Klaus eine Rubrik bei TV total                       | 28. Mai 2014, Episode 4                       |
| Kasia Lenhardt     | Model, Viertplatzierte der 2011er Staffel von Germany's Next Topmodel | 28. Mai 2014, Episode 4 freiwilliger Ausstieg |
| Christine Kaufmann | Schauspielerin und Autorin                                            | 21. Mai 2014, Episode 3                       |
| Julius Brink       | Beach-Volleyballer, Olympiasieger 2012 in Beachvolleyball             | 14. Mai 2014, Episode 2                       |